# Brachiaphodius aureopilosus
Brachiaphodius aureopilosus är en skalbaggsart som beskrevs av Antoine Boucomont 1930. Brachiaphodius aureopilosus ingår i släktet Brachiaphodius och familjen Aphodiidae. Inga underarter finns listade.